# Kirill Golosnitskiy

a Compétitions nationales et continentales officielles uniquement.

b Matchs officiels uniquement.
Dernière mise à jour le 30 juin 2020.
Kirill Golosnitski, né le 30 mai 1994 à Zelenograd en Russie, est un joueur de rugby à XV russe qui évolue au poste de centre et d'ailier au sein de l'effectif du Krasny Iar.  

## Carrière

### En club
Il débute le rugby à l'âge de 8 ans au sein du club de sa ville natale, le RC Zelenograd. À l'âge de 16 ans, il intègre l'équipe senior, avec laquelle il remporte la deuxième division russe en 2014. À la fin de la saison 2015, il s'engage en faveur de Krasny Iar, l'un des principaux clubs du Championnat de Russie de rugby à XV.
Il participe aux six matchs de son équipe lors de sa seule participation en Coupe d'Europe pour le Challenge européen 2017-2018. Cette participation lui permet de faire partie de l'équipe qui a réalisé l'exploit, dès la 1re journée de cette compétition, de battre le Stade français Paris à Krasnoïarsk. Lors de ce match, il reçoit un carton jaune à la 51e minute.
En 2020, il quitte Krasny Iar et s'engage en faveur du VVA Podmoskovie

### En équipe nationale
Il honore sa première cape internationale en équipe de Russie le 25 juin 2016 contre l'équipe des États-Unis. 
Le 2 septembre 2019, il est sélectionné pour participer à la Coupe du monde de rugby à XV 2019 au Japon. Lors du match inaugural face au Japon, il inscrit le tout 1er essai de la compétition à la 5e minute, réalisant ainsi l'essai le plus rapide pour un match d'ouverture de la Coupe du Monde de Rugby. Il participe aux deux premiers matchs de son équipe dans la compétition, mais lors de la 3e rencontre face à l'Irlande, il heurte violemment le poteau en tentant de stopper l'irlandais Peter O'Mahony qui inscrira un essai. Kirill Golosnitski sortira sur blessure et ne peut prendre part à la dernière rencontre de son équipe. 

## Statistiques en équipe nationale
- 12 sélections en équipe de Russie depuis 2016[7]
- 3 essais (15 points)